# Слісаренко Руслан Григорович
Руслан Григорович Слісаренко (9 жовтня 1981 — 16 березня 2019) — солдат Збройних сил України, учасник російсько-української війни.

## Короткий життєпис
Народився у місті Деражня Хмельницької області 9 жовтня 1981 року. 
Жив у селі Іванівці Барського району Вінницької області.
На службу за контрактом до ЗСУ був призваний 2016 року. Солдат, гранатометник 54-ї окремої механізованої бригади.
Загинув 16 березня внаслідок обстрілу біля хутора Вільний, що входить до складу міста Золоте (Попаснянський район Луганської області). Під час виконання бойового завдання воїн отримав осколкове поранення в голову.
Похований 20 березня селі Іванівці.
Залишились батько, дружина та двоє синів.